# Carinulaenotus motuoensis
Carinulaenotus motuoensis är en insektsart som beskrevs av Yin, X.-c. 1982. Carinulaenotus motuoensis ingår i släktet Carinulaenotus och familjen gräshoppor. Inga underarter finns listade i Catalogue of Life.